# クリス・スクワイア
クリス・スクワイア（Chris Squire 本名：Christopher Russell Edward Squire、1948年3月4日 - 2015年6月27日）は、イングランド出身のミュージシャン。
ロックバンド・イエスのベーシストとして知られる。メンバー・チェンジの激しいイエスにあって、1968年の結成時から2015年の死去に至るまで、唯一在籍し続けたオリジナル・メンバーだった。
2020年、『ローリング・ストーン』誌による「史上最高のベーシスト50選」で第18位、プログレッシブ・ロックのベーシストとしては第1位に選出された。

## 略歴

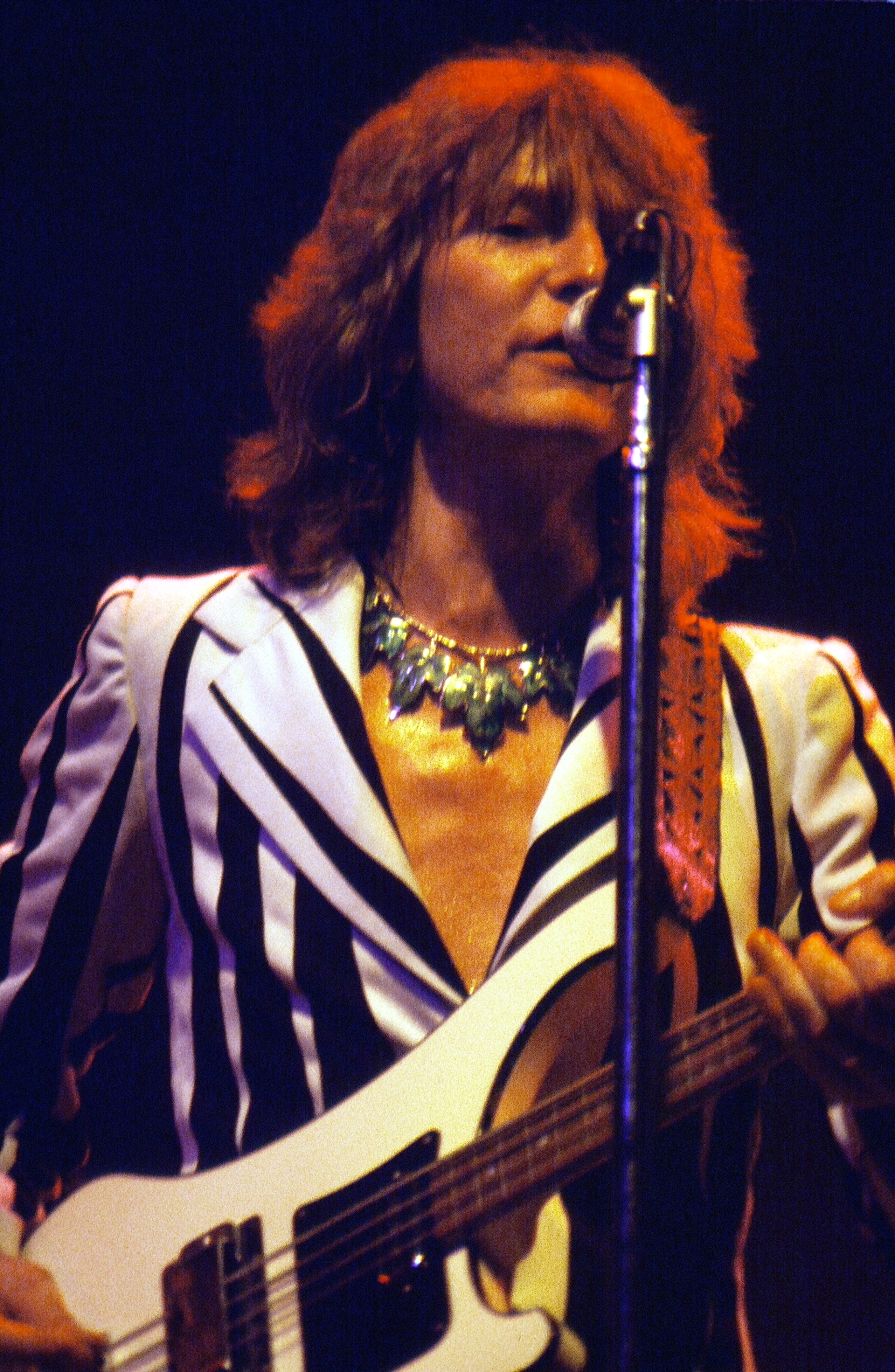
1977年、インディアナポリスでのライブにて

1948年3月4日、ロンドン生まれ。身長189cm。
1965年、リズム・アンド・ブルース・バンドの「ザ・シン」を結成。1966年、同バンドでプロ・ミュージシャンとしてデビューし、デラム・レコードから2枚のシングルをリリース。1967年11月に解散し、翌12月に「メイベル・グリアーズ・トイショップ」に参加。マーキー・クラブ（Marquee Club）で前座バンドとして活動を開始する。
メイベル・グリアーズ・トイショップが活動を開始した直後、マーキー・クラブの近くにあってミュージシャンやプロモーターなどの音楽関係者が多く集まるLa Chasse Clubでボーカリストのジョン・アンダーソンと出会い、お互いの音楽観などを話し合って意気投合して、アンダーソンをメイベル・グリアーズ・トイショップに迎え入れた。やがてメイベル・グリアーズ・トイショップは「イエス」と改名して、1968年8月のマーキー・クラブへの出演を皮切りに新しいバンド名で活動を開始した。
スクワイアは数回に及んだ解散や分裂による活動停止の期間を挟んだイエスの長い活動の歴史の中で、一貫して在籍し続けた唯一のメンバーである。存命中はイエス名義の作品には1作残らず参加した。ソロ・アルバムは、メンバー全員がソロ・アルバムを出すというイエスの方針に従って1975年に発表した『未知への飛翔』のみ。セッションやコラボレーションも数えるほどしか参加していない。
イエスが休業中の2006年、彼の活動の原点だったザ・シンを再結成して作品を発表し、ライブ・ツアーを敢行した後、脱退。
2007年、クリスマス・アルバム『Chris Squire's Swiss Choir』を発表。
2012年、スティーヴ・ハケットと結成したバンド、スクアケット（Squackett）としてのアルバム『ア・ライフ・ウィズィン・ア・デイ』を発表。
2015年5月、急性骨髄性白血病の治療のためにイエスのツアー参加しないことが告知された。同年6月27日、アメリカ合衆国アリゾナ州フェニックスで病死。67歳没。フェニックス市内の墓地に埋葬された。

## 音楽性
リッケンバッカー・4001型ベースを巧みに使いこなすベーシストとして高く評価されており、1970年代前半では、『メロディ・メイカー』誌における人気投票のベーシスト部門の上位の常連であった。硬質なベース・サウンドに低音域と倍音を含ませた独特の音質で、コード進行に対してハーモニーを付けたり、音数の多いフレージングを行なうことが主な特徴である。また、ウォル製のBeastと呼ばれる6弦ベース、4弦ベース、フレットレスベースの3つからなるトリプルネックベースをライブ等で使用していた。
プログレッシブ・ロックの特徴は高度な演奏技術や内省的な歌詞であるが、イエスはそれらに加えてコーラスにも大きな比重を置いて独特の音楽を作り上げた。これには、リード・ボーカリストのジョン・アンダーソンと共にスクワイアの貢献が大きい。彼は少年時代に聖歌隊に所属していたうえに、アンダーソンと同じようにボーカル・ハーモニーを多用したポップスを嗜好していた。主にアンダーソンのリード・ボーカルに対してコーラスやカウンター・メロディを歌うが、ファルセットを使ってアンダーソンより高いパートを歌うこともあり、その個性的な声はベース・プレイと同様にイエス・ミュージックの要のひとつとなっている。イエスの楽曲の一部では部分的或いは全面的にリード・ボーカルを取っているが、下記のキース・エマーソンとのエピソードに見られるように、自分はリード・ボーカリストとしては弱いと思っていたふしがある。

## エピソード
- ソロの曲名やソロ・アルバムのタイトルに出てくる「フィッシュ」とは、イエスのドラマーだったビル・ブルーフォードがつけたスクワイアのあだ名である。彼がイエスの初期にブルーフォードや他のメンバーとフラットを共有していた頃、バスルームを長い時間占有していたことが由来とされている[7]。
- 遅刻魔として有名[8]で、コンサートの開演直前になってもホテルで食事をしたり、移動でもしばしば他のメンバーを待たせたりした。ある日、ロッテルダム公演のために空港で待っていたメンバーが、例の如く集合時間を過ぎても現れないスクワイアに業を煮やし、置いてけぼりにして出発した結果、クルー用の小型機（セスナ）で移動する羽目になった。イエスがデビュー間もない頃は、彼抜きでギグをやったこともある。本人曰く「人を待つのが嫌い」。
- 1969年12月に、ザ・ナイスのキース・エマーソンからリード・ボーカリスト兼ベース・ギタリストとして勧誘されたが、「できることなら引き受けたいけれど、自分にはリード・ボーカルは無理だ。ハーモニーをつけることにしか自信がない」と辞退した[注釈 3]。エマーソンは後年「本当に無理だと思っていたのか、イエスを辞めたくなかったので断わる口実として言ったのか、どちらかだろう」と述べた[9]。
- 1981年、イエスが活動を中止して解散状態に陥っている時期に、メンバーのアラン・ホワイトとレッド・ツェッペリンのジミー・ペイジの3人で新バンドのリハーサルを行っている。バンドの仮称は「eX-Yes-Zeppelin」[注釈 4]の略称である「XYZ」だった。一時期、ロバート・プラントの加入の噂も流れたが、結局はうまく軌道に乗らず、リハーサルだけで解散した。当時のデモ録音のテープから4曲が流出している。その中の2曲は再結成したイエスに、1曲はジミー・ペイジのバンド「ザ・ファーム」に、それぞれ採用された。
- 1983年に当時妻だったニッキー・スクワイアが結成したバンド、エスクワイアのアシストを行い、1987年に発売されたファースト・アルバム『エスクワイア』ではコーラスで参加した。しかし、その直後にニッキーと離婚した。
- ビリー・シャーウッドとの共同作業による2枚のアルバム、1枚のDVDを「コンスピラシー[注釈 5](Conspiracy)」というバンド名義で発表している。また、シャーウッドやスティーヴ・ポーカロらを迎えたバンド「クリス・スクワイア・エクスペリメント」としてライブ活動を行なっていた時期もある。

## ディスコグラフィ

### ソロ
- 『未知への飛翔』 - Fish Out of Water (1975年) ※DVDの付いた再発CDもある
- "Run With the Fox" (1981年) ※シングル。Chris Squire & Alan White名義
- Chris Squire's Swiss Choir (2007年)

### コンスピラシー
- 『コンスピラシー』 - Conspiracy (2000年) ※DVDの付いた再発盤もある。旧邦題『CONSPIRACY～共謀』
- The Unknown (2003年)
- 『コンスパイレイシー・ライヴ』 - Conspiracy Live (2006年)

### ザ・シン
- Syndestructible (2005年)
- 『オリジナル・シン』 - Original Syn 1965-2004 (2005年) ※編集盤
- Armistice Day (2007年)

### スクアケット
- 『ア・ライフ・ウィズィン・ア・デイ』 - A Life Within a Day (2012年)

### 参加作品
- エディ・ハリス : 『ロンドン・セッションズ』 – E.H. in the U.K. (1974年)
- エスクワイア :  『エスクワイア』 – Esquire (1987年)
- ロック・エイド・アルメニア : 『アースクェイク』 – The Earthquake Album (1990年)
- リック・ウェイクマン : 『ヘンリー八世の六人の妻』 – The Six Wives of Henry VIII (1973年)
- リック・ウェイクマン : 『罪なる舞踏 リック・ウェイクマンの犯罪記録』 – Rick Wakeman's Criminal Record (1977年)
- リック・ウェイクマン : The Classical Connection II (1992年)
- ワールド・トレイド : 『ユーフォリア』 – Euphoria (1995年)
- Various Artists : 『ピンク・フロイド・トリビュート』 – Pigs & Pyramids — An All Star Lineup Performing the Songs of Pink Floyd (2002年)
- Various Artists : Back Against the Wall (2005年)
- ガヴァメント・ミュール : The Deep End Volume 2 (2002年)
- スティーヴ・ハケット : 『闇を抜けて〜アウト・オブ・ザ・トンネルズ・マウス』 – Out of the Tunnel's Mouth (2009年)
- スティーヴ・ハケット : 『幻影の彼方〜ビヨンド・ザ・シュラウデッド・ホライゾン』 – Beyond the Shrouded Horizon (2011年)
- Various Artists : 『ザ・プログ・コレクティヴ』 - The Prog Collective (2012年)
- Various Artists : 『ソングス・オブ・センチュリー - スーパートランプ・トリビュート』 - Songs of the Century: An All-Star Tribute to Supertramp (2012年)